# Dristor

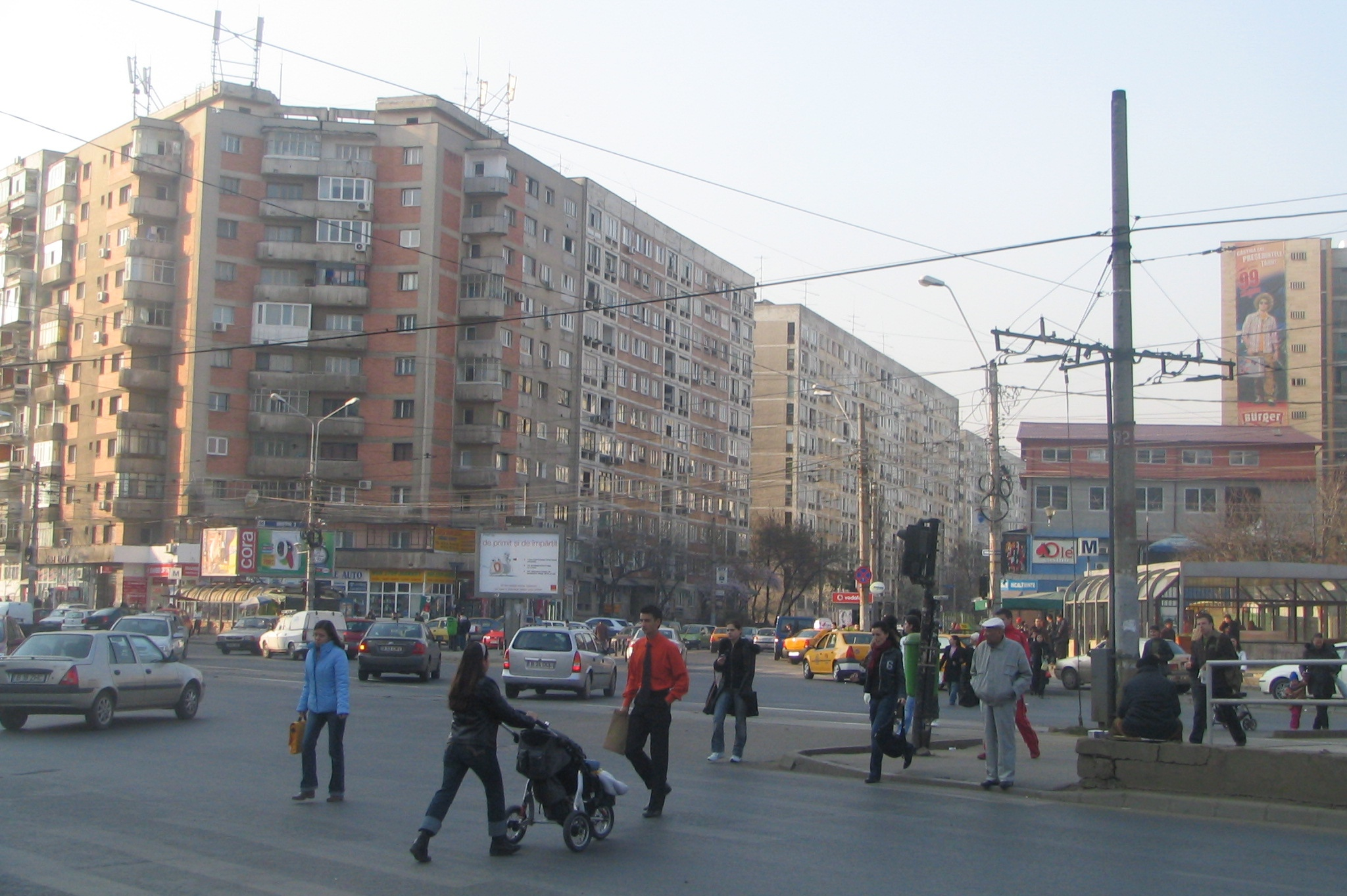
Dristor

Dristor is een wijk in het zuidoosten van de Roemeense hoofdstad Boekarest. Aangrenzende wijken zijn Dudești, Vitan, Văcărești en Titan. Het metrostation Dristor is een van de grootste stations van de metro van Boekarest.
Tijdens het Interbellum bevond zich in Dristor de zuidelijke toegang tot Boekarest en de weg Drumul Dristorului die naar het Cadrilater en de stad Dristor liep, vanwaar de wijk zijn naam kreeg. Tegenwoordig ligt deze stad in Bulgarije en heet ze Silistra.
Districten: Sector 1 · Sector 2 · Sector 3 · Sector 4 · Sector 5 · Sector 6

Wijken: Băneasa · Berceni · Centru Civic · Colentina · Cotroceni · Crângași · Dristor · Drumul Taberei · Dudești · Ferentari · Floreasca · Giulești · Iancului · Lipscani · Militari · Obor · Olteniţei · Pantelimon · Pipera · Rahova · Tei · Titan · Văcăreşti · Vitan